# Edward Planckaert
Edward Planckaert (Cortrique, 1 de febrero de 1995) es un ciclista profesional belga que compite para el equipo Alpecin-Deceuninck.
Sus hermanos Baptiste y Emiel son también ciclistas profesionales.

## Palmarés
2021
- 1 etapa de la Vuelta a Burgos

## Resultados en Grandes Vueltas
| Carrera | Carrera         | 2017 | 2018 | 2019 | 2020 | 2021  | 2022  | 2023  | 2024  | 2025  |
| ------- | --------------- | ---- | ---- | ---- | ---- | ----- | ----- | ----- | ----- | ----- |
|         | Giro de Italia  | —    | —    | —    | —    | —     | —     | —     | 95.º  | 102.º |
|         | Tour de Francia | —    | —    | —    | —    | —     | 109.º | —     | —     | —     |
|         | Vuelta a España | —    | —    | —    | —    | 122.º | —     | 136.º | 116.º | —     |

—: no participa
Ab.: abandono

## Equipos
- Sport Vlaanderen-Baloise[1] (2017-2020)
- Alpecin (2021-)
  - Alpecin-Fenix (2021-2022)[2]
  - Alpecin-Deceuninck (2022[3]-)